# Jure uxoris

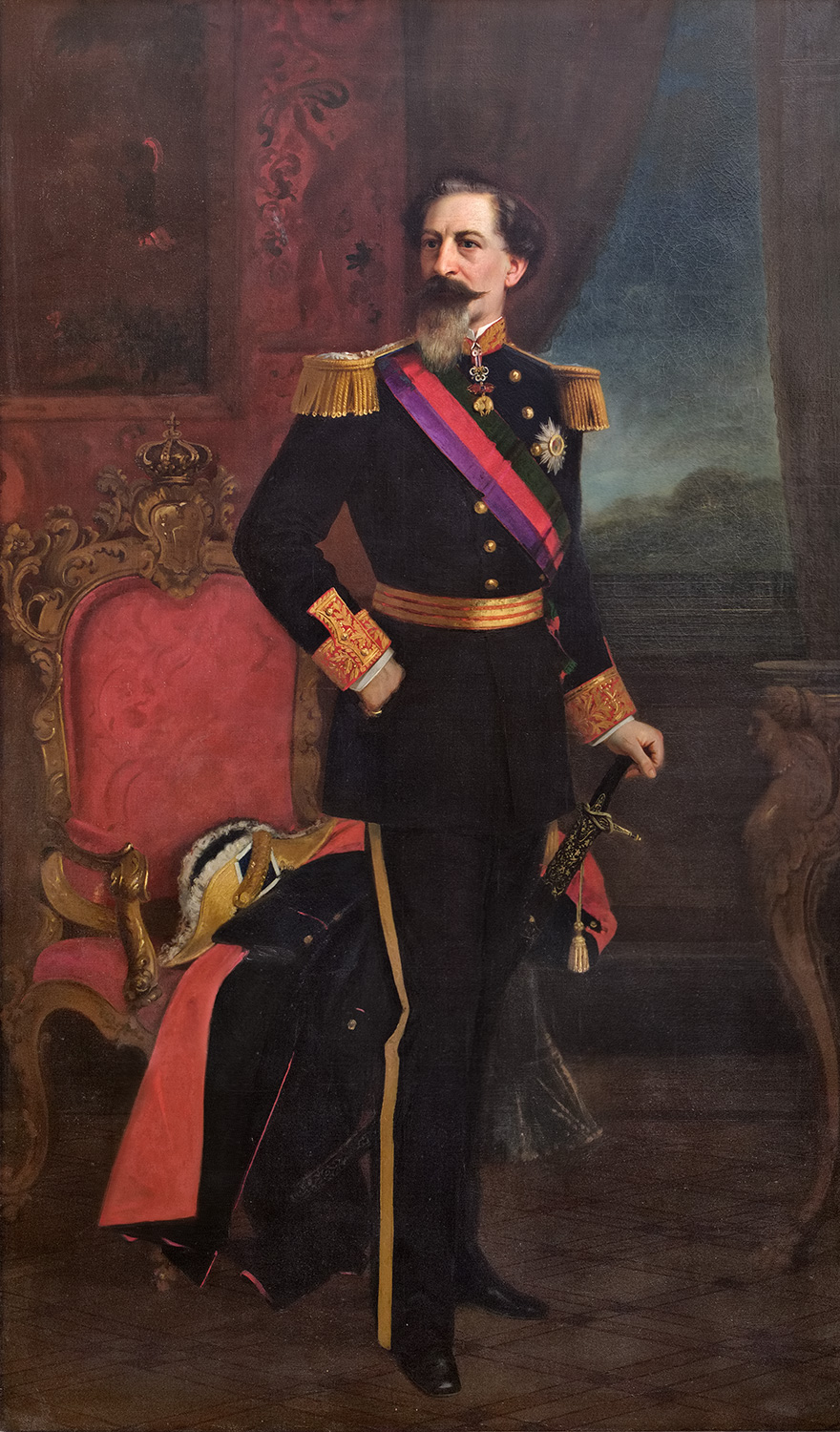
Thân vương Ferdinand của Sachsen-Coburg-Saalfeld-Koháry, chồng của Nữ vương Maria II của Bồ Đào Nha, ông được phong Vua của Bồ Đào Nha với vương hiệu Fernando II, đồng cai trị với vợ, ông giữ quyền này từ khi vợ của ông sinh ra người con trai đầu lòng

Jure uxoris (một thuật ngữ bằng tiếng La Tinh có nghĩa là "theo quyền của vợ") mô tả tước hiệu quý tộc được sử dụng bởi một người đàn ông vì vợ anh ta giữ chức vụ hoặc tước hiệu suo jure ("theo quyền của cô ấy"). Tương tự như vậy, chồng của một nữ thừa kế có thể trở thành người sở hữu hợp pháp các vùng đất của cô ấy (ăn theo quyền của vợ). Ví dụ, phụ nữ đã kết hôn ở Vương quốc Anh và xứ Wales không có khả năng sở hữu bất động sản về mặt pháp lý cho đến khi có Đạo luật về tài sản của phụ nữ đã kết hôn năm 1882.
Các vị vua cai trị theo luật jure uxoris được coi là đồng cai trị với vợ của họ và không nên nhầm lẫn với các vị vua phối ngẫu, những người chỉ đơn thuần là phối ngẫu của vợ họ.